# Aurora Basket Jesi
O Aurora Basket Jesi, também conhecido como Termoforgia Aurora por razões de patrocinadores, é um clube de basquetebol baseado em Jesi, Itália que atualmente disputa a Série A2.  Manda seus jogos na Ubi BPA Sport Center com capacidade para 3.500 espectadores.

## Histórico de Temporadas
| Temporada | Nível | Liga                 | Pos. | J     | PL  | Resultado         |
| --------- | ----- | -------------------- | ---- | ----- | --- | ----------------- |
| 1996-97   | 3     | Serie B d'Eccellenza | 4    | 14-8  | 2-0 | Promovido         |
| 1997-98   | 2     | Serie A2             | 6    | 19-17 | 2-3 | Quartas de finais |
| 1998-99   | 2     | Serie A2             | 8    | 15-17 | 0-2 | Quartas de finais |
| 1999-00   | 2     | Serie A2             | 4    | 17-13 | 4-5 | Finalista         |
| 2000-01   | 2     | Serie A2             | 6    | 19-17 | 1-3 | Semifinais        |
| 2001-02   | 2     | Legadue              | 6    | 19-17 | 2-3 | Quartas de finais |
| 2002-03   | 2     | Legadue              | 4    | 19-13 | 5-5 | Semifinais        |
| 2003-04   | 2     | Legadue              | 3    | 22-10 | 9-2 | Promovido campeão |
| 2004-05   | 1     | Serie A              | 18   | 11-23 |     | Rebaixado         |
| 2005-06   | 2     | Legadue              | 9    | 15-15 | 0-3 | Quartas de finais |
| 2006-07   | 2     | Legadue              | 8    | 14-16 | 4-4 | Semifinais        |
| 2007-08   | 2     | Legadue              | 8    | 17-13 | 7-4 | Finalista         |
| 2008-09   | 2     | Legadue              | 6    | 15-15 | 2-3 | Quartas de finais |
| 2009-10   | 2     | Legadue              | 15   | 11-19 |     |                   |
| 2010-11   | 2     | Legadue              | 9    | 14-16 |     |                   |
| 2011-12   | 2     | Legadue              | 10   | 13-15 |     |                   |
| 2012-13   | 2     | Legadue              | 12   | 11-17 |     |                   |
| 2013-14   | 2     | DNA Gold             | 13   | 12-18 |     |                   |
| 2014-15   | 2     | Serie A2 Gold        | 13   | 7-19  |     |                   |
| 2015-16   | 2     | Serie A2             | 14   | 8-22  |     |                   |
| 2016-17   | 2     | Serie A2             | 11   | 12-18 |     |                   |
| 2017-18   | 2     | Serie A2             | 8    | 17-13 | 0-3 | Oitavas de finais |
| 2018-19   | 2     | Serie A2             | 16   | 9-21  |     | Rebaixado         |

fonte:eurobasket.com

## Títulos

### Legadue
- Campeão (1):2003-04

### Copa Legadue
- Campeão (1):2008
- Finalista (1):2012

## Jogadores notáveis
| Anos 2000 - Brion Rush 1 temporada: '06-'07 - Romain Sato 1 temporada: '05-'06 - Tony Dorsey 1 temporada: '05-'06 - Goran Jurak 1 temporada: '04-'05 - Cory Violette 1 temporada: '04-'05 - Mario Boni 1 temporada: '04-'05 - Rodolfo Rombaldoni 1 temporada: '04-'05 - Jamal Robinson 1 temporada: '03-'04 - James Singleton 1 temporada: '03-'04 - Brett Blizzard 1 temporada: '03-'04 - Trent Whiting 1 temporada: '03-'04 - Raymond Tutt 2 temporadas: '02-'03, '04-'05 - Joshua Davis 1 temporada: '02-'03 - Mason Rocca 3 temporadas: '01-'04 - Michael Williams 1 temporada: '01-'02 - Bakari Hendrix 1 temporada: '01-'02 - Myron Brown 1 temporada: '01-'02 - Roy Rogers 1 temporada: '01-'02 - Damir Tvrdic 1 temporada: '00-'01 - Claudio Pol Bodetto 1 temporada: '00-'01 - Walter Berry 1 temporada: '00-'01 | Anos 1990 - Mario Gigena 4 temporadas: '99-'03 - Alexander Lokhmanchuk 1 temporada: '99-'00 - Adrian Autry 1 temporada: '99-'00 - Raymond Brown 1 temporada: '98-'99 - Steve Carney 1 temporada: '98-'99 - Gordan Firić 3 temporadas: '97-'00 - Jean Prioleau 2 temporadas: '97-'99 - Anthony Pelle 1 temporada: '97-'98 |